# Sheep!
|  | Denne artikel er oprettet af botten PalnaBot ud fra en ekstern database. Den kan derfor have sproglige fejl eller mangler. Denne skabelon kan fjernes efter kontrol af indholdet. |

Sheep! er en film instrueret af Nicole Gallagher, Marie M. Tørslev.

## Handling
Et rebelsk får søger hævn over en uopmærksom ulv. Selvom han er godt forberedt på at kæmpe, så er det et meget farlig foretagende at ændre på fødekædens naturlige orden.